# 50PLUS
50PLUS (niderl. 50PLUS, 50+) – niderlandzka centrowa partia polityczna reprezentująca interesy emerytów. Powołana do życia przez Maurice'a Koopmana, Alexandra Münninghoffa i Johanna Georga Nagela w 2009. 

## Poparcie w wyborach

### Wybory doIzby Reprezentantów
| Wybory | Lider            | Wyniki  | Wyniki     | Mandaty | +/–  | Rząd      |
| Wybory | Lider            | Głosy   | %          | Mandaty | +/–  | Rząd      |
| ------ | ---------------- | ------- | ---------- | ------- | ---- | --------- |
| 2012   | Henk Krol        | 177 631 | 1,88 (#11) | 2/150   | Nowa | Opozycja  |
| 2017   | Henk Krol        | 327 131 | 3,11 (#10) | 4/150   | 2    | Opozycja  |
| 2021   | Liane den Haan   | 106 658 | 1,02 (#15) | 1/150   | 3    | Opozycja  |
| 2023   | Gerard van Hooft | 51 043  | 0,49 (#17) | 0/150   | 1    | Poza izbą |

### Wybory doParlamentu Europejskiego
| Wybory | Lider listy                | Wyniki  | Wyniki     | Mandaty | +/-  |
| Wybory | Lider listy                | Głosy   | %          | Mandaty | +/-  |
| ------ | -------------------------- | ------- | ---------- | ------- | ---- |
| 2014   | Toine Manders              | 175 343 | 3,69 (#10) | 0/26    | Nowa |
| 2019   | Toine Manders              | 215 199 | 3,91 (#9)  | 1/26    | 1    |
| 2024   | Adriana Hernández Martínez | 58 498  | 0,94 (#14) | 0/31    | 1    |